# Obereopsis sublongicollis
Obereopsis sublongicollis là một loài bọ cánh cứng trong họ Cerambycidae.